# 瑟勒齊格鄉

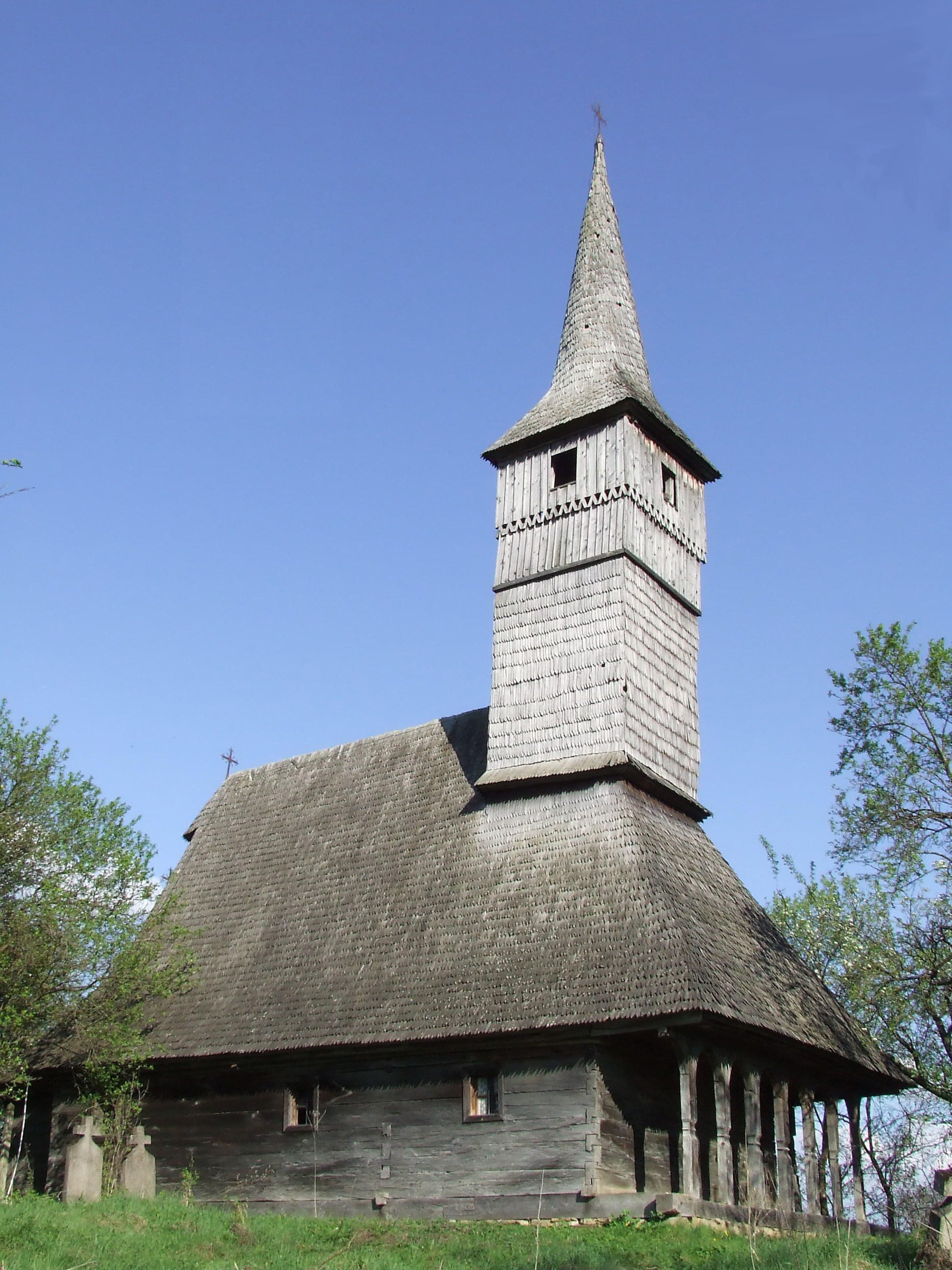

47°22′N 23°08′E / 47.367°N 23.133°E
瑟勒齊格鄉（羅馬尼亞語：Comuna Sălățig, Sălaj），是羅馬尼亞的鄉份，位於該國西北部，由瑟拉日縣負責管轄，面積58平方公里，海拔高度202米，2007年人口3,038，人口密度每平方公里53人。